# Coleoxestia nitidissima
Coleoxestia nitidissima es una especie de escarabajo longicornio del género Coleoxestia, tribu Cerambycini, subfamilia Cerambycinae. Fue descrita científicamente por Eya & Chemsak en 2005.

## Descripción
Mide 25-34 milímetros de longitud.

## Distribución
Se distribuye por Panamá.